# Banana
Banana, pacoba ou pacova é uma pseudobaga da bananeira, uma planta herbácea vivaz acaule da família Musaceae (género Musa - além do género Ensete, que produz as chamadas "falsas bananas"). São cultivadas em 130 países. Originárias do sudeste da Ásia são atualmente cultivadas em praticamente todas as regiões tropicais do planeta.
Vulgarmente, inclusive para efeitos comerciais, o termo "banana" refere-se às frutas de polpa macia e doce que podem ser consumidas cruas. Contudo, existem variedades de cultivo, de polpa mais rija e de casca mais firme e verde, geralmente designadas por plátanos, em língua espanhola, banana-pão ou banana-da-terra, em português, ou plantains, em inglês, que são consumidas cozinhadas (assadas, cozidas ou fritas), constituindo o alimento base de muitas populações de regiões tropicais. A maioria das bananas para exportação é do primeiro tipo, ainda que apenas 10 a 15 por cento da produção mundial seja para exportação, sendo os Estados Unidos e a União Europeia as principais potências importadoras.
As bananas formam-se em cachos na parte superior dos "pseudocaules" que nascem de um verdadeiro caule subterrâneo (rizoma ou cormo) cuja longevidade chega a 15 anos ou mais. Depois da maturação e colheita do cacho de bananas, o pseudocaule morre (ou é cortado), dando origem, posteriormente, a um novo pseudocaule.
As pseudobagas formam-se em "pencas" com até cerca de vinte bananas. Os cachos de bananas, pendentes na extremidade do falso caule da bananeira, podem ter 5 a 20 pencas e podem pesar de 30 a 50 kg. Cada banana pesa, em média, 125g, com uma composição de 75% de água e 25% de matéria seca. Bananas são fonte apreciável de vitamina A, vitamina C, fibras e potássio.
Ainda que as espécies selvagens apresentem numerosas sementes, grandes e duras, quase todas as variedades de banana utilizadas na alimentação humana não têm sementes, como frutos partenocárpicos que são, exceção feita à espécie Musa balbisiana, comercializada no mercado indonésio, excepcionalmente com sementes.
Devido ao elevado teor de potássio em sua composição, as bananas são levemente radioativas, mais do que a maioria dos outros frutos, sendo, inclusive, uma fonte natural de antimatéria (ela produz, em média, um pósitron aproximadamente uma vez a cada 75 minutos). Isso se deve à presença do isótopo radioativo potássio-40 (40K), regularmente distribuído no potássio ocorrente na natureza, apesar de que o isótopo comum, potássio-39 (39K), seja não-radioativo. Por esta razão, os ambientalistas em energia nuclear, por vezes, costumam referir-se à "dose equivalente em banana" de radiação para apoiar seus argumentos durante debates em congressos e encontros sobre a matéria. Embora a radioatividade da banana seja muito leve, todavia, grandes carregamentos da fruta em navios podem ser suficientes para disparar detectores ou sensores de radiação em determinadas circunstâncias.

## Etimologia
"Banana" é um termo derivado do português, ela própria emprestada dos Bantus da Guiné, na expressão portuguesa relatada em 1602 "Figueira Banana" ("figueira com bananas")  na Guiné. "Pacoba" e "pacova" se originaram do termo tupi pa'kowa, que significa "folha de enrolar".

## Características

### Generalidades
É de cor verde, quando imatura, chegando a amarela ou vermelha, quando madura. Seu formato é alongado, podendo, contudo, variar muito na sua forma a depender das variedades de cultivo. Essa variação também acontece com a polpa, que pode ser mole ou dura, ou ainda com incrustações meio duras, bem como de sabor mais doce ou mais acre. Assim como o abacaxi, a banana também é fruto partenocárpico, pois pode formar-se sem fecundação prévia. É por isso que não possui sementes. Depois de cortada, a banana escurece-se muito rapidamente, devido à oxidação (pela presença da polifenoloxidase) em contato com o ar.
A espécie Musa balbisiana, comercializada no mercado indonésio contém, excepcionalmente, sementes, e é considerada uma das espécies ancestrais das actuais variedades híbridas das bananas geralmente consumidas.

### Umbigo, flor, coração ou mangará[10]da banana
Da parte inferior do cacho da banana ainda imaturo (ou verde, como se usa dizer), sai um pendão e, em seu extremo, destaca-se um cone de coloração e consistência diferenciadas, que é a flor da bananeira. Popularmente, a flor da bananeira é chamada de umbigo [do cacho] da banana, coração da bananeira, mangará ou apenas umbigo da banana, que, cozido e preparado com outros ingredientes, é comestível de requintado sabor e alto valor nutricional.
Do cacho da banana sai um pendão. No final deste, há um cone roxo. Seu miolo é comestível e é conhecido como umbigo de banana, podendo também ser chamado de coração da bananeira.
Várias receitas culinárias usam o umbigo da banana: cozido com bacalhau, ou carne moída, ou linguiça de porco defumada; temperado e refogado simples; entre outras.
A tradição popular reporta ainda outros usos para o umbigo da banana. Alguns preparados caseiros com fins medicinais, como xaropes, são considerados eficazes.
Para ser utilizado como comestível (ou em preparações medicinais caseiras), o umbigo da banana precisa ser cortado, na posição certa (não muito próximo das pencas, apenas o bastante para se retirar o cone arroxeado do cacho ainda imaturo ou verde), o que favorece, pelo fluxo forçado da seiva, o amadurecimento do próprio cacho. Do cacho já maduro, não mais se aproveita o umbigo da banana, que terá escurecido e perdido o viço e uso culinário ou medicinal, aproveitando-se apenas como adubo.
|  |  |

### Casca da banana
Apesar de parecer não utilizável, a casca da banana contém vários nutrientes, açúcares naturais como a glicose e sacarose e minerais. Com isso, pode ser aproveitada no consumo alimentício, proporcionando baixo custo sem deixar para trás o bom paladar. São diversos os exemplos pelos quais se pode aproveitá-la, como o brigadeiro de casca de banana, o bolo de casca de banana, a farinha, o bife empanado de casca de banana e vários outros.

### Valor nutricional
Valor nutritivo de 100 gramas de banana prata (valores apenas referenciais):
- Macrocomponentes:
  - Água (g) - 74,26
  - Energia (kJ) - 385 (92 kcal)
  - Proteína (g) - 1,03
  - Lipídeos (total) (g) 0,48
  - Carboidratos, por diferença (g) - 23,43
  - Fibra dietética (total) (g) - 2,4
  - Cinzas (g) - 0,8
- Minerais:
  - Cálcio, Ca (mg) - 6
  - Ferro, Fe (mg) - 0,31
  - Magnésio, Mg (mg) - 29
  - Fósforo, P (mg) - 20
  - Potássio, K (mg) - 396
  - Sódio, Na (mg) - 1
  - Zinco, Zn (mg) - 0,16
  - Cobre, Cu (mg) - 0,1
  - Manganês, Mn (mg) - 0,15
  - Selênio, Se (μg) - 1,1
- Vitaminas:
  - Vitamina A (Retinol) - 81 UI
  - Vitamina A (Retinol) - 8 μg_RE
  - Vitamina B1 (Tiamina) - 0,04 mg
  - Vitamina B2 (Riboflavina) - 0,1 mg
  - Vitamina B3 (Niacina) - 0,54 mg
  - Vitamina B5 (Ácido pantotênico) - 0,26 mg
  - Vitamina B6 (Piridoxina) - 0,57 µg
  - Vitamina B9 (Ácido fólico) - 19,1 UI
  - Vitamina C (Ácido ascórbico) - 9,1 mg
  - Vitamina E (Tocoferol) - 0,27 mg_ATE

## História
O cultivo de bananas pelo Homem teve início no sudeste da Ásia. Existem ainda muitas espécies de banana selvagem na Nova Guiné, na Malásia, Indonésia e Filipinas. Indícios arqueológicos e paleoambientais recentemente revelados em Kuk Swamp, na província das Terras Altas Ocidentais da Nova Guiné, sugerem que esta actividade remonta pelo menos a até 5 000 a.C., ou mesmo a até 8 000 a.C.. Tais dados tornam, esse local, o berço do cultivo de bananas. É provável, contudo, que outras espécies de banana selvagem tenham sido objecto de cultivo posteriormente, noutros locais do sudeste asiático.
A banana é mencionada em documentos escritos, pela primeira vez na história, em textos budistas de cerca de 600 a.C.. Sabe-se que Alexandre, o Grande comeu bananas nos vales da Índia em 327 a.C.. Só se encontram, porém, plantações organizadas de banana a partir do século III na China. Em 650, os conquistadores Islâmicos levaram-na à Palestina. Foram, provavelmente, os mercadores árabes que a divulgaram por grande parte de África, provavelmente até à Gâmbia. A palavra banana teve origem na África Ocidental e, adoptada pelos portugueses e espanhóis, veio a ser usada, por exemplo, na língua inglesa.
Nos séculos XV e XVI, colonizadores portugueses começaram a plantação sistemática de bananais nas ilhas atlânticas, no Brasil e na costa ocidental africana. Mas elas permaneceram desconhecidas, por muito tempo, da maior parte da população europeia. Por isso, Júlio Verne, na obra "A volta ao mundo em oitenta dias" (1872), descreve-a detalhadamente, pois sabe que grande parte dos seus leitores a desconhece.

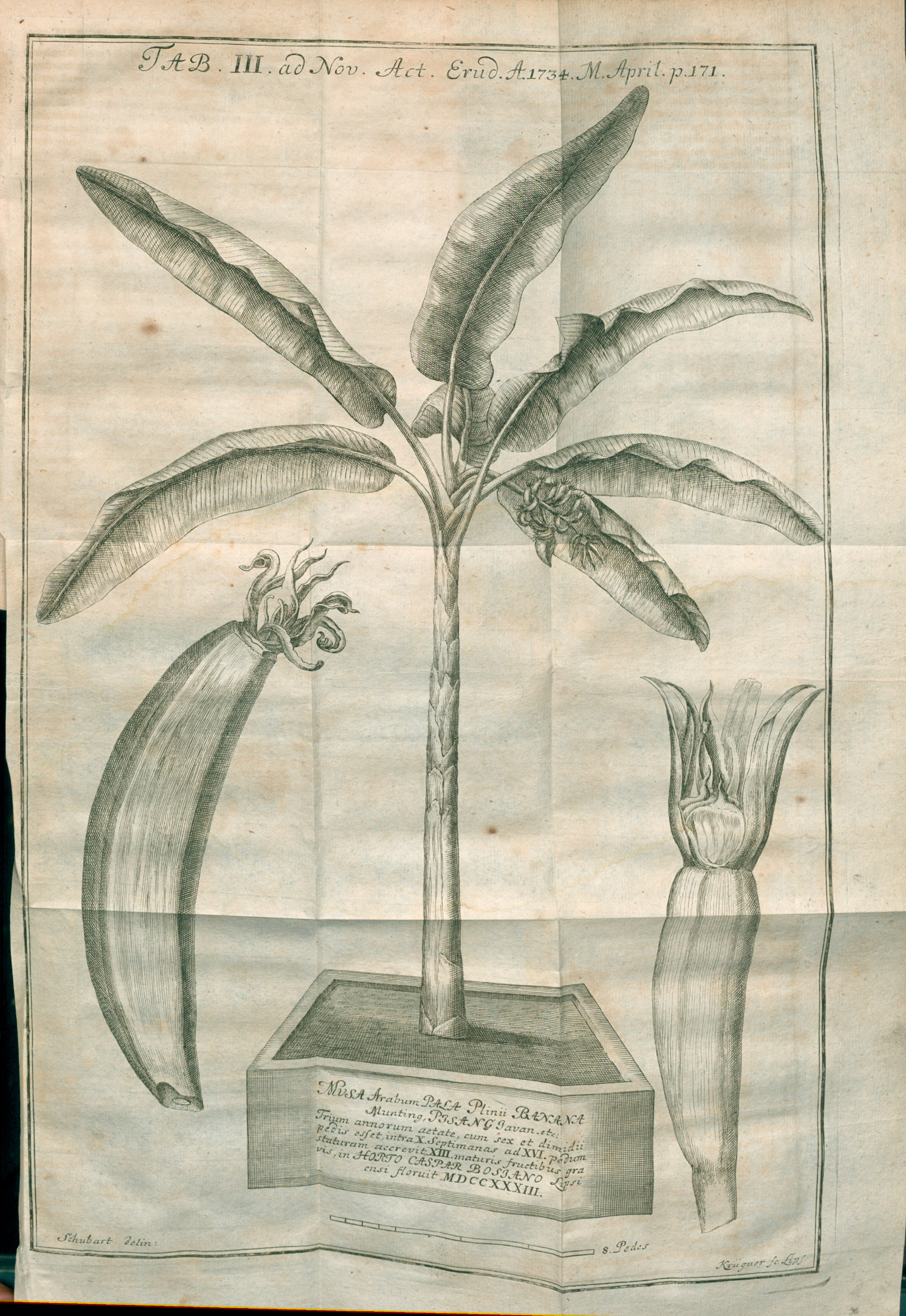
Ilustração publicada no "Acta eruditorum", em 1734

## Variedades e usos
Uma compilação dos nomes das espécies, subespécies, híbridos, variedades, assim como de nomes vulgares utilizados em várias línguas, é mantida na Universidade de Melbourne, Australia, demonstrando que os nomes vulgares são apenas locais e não correspondem a espécies, nem a cultivares reconhecidos.

### Como alimento
São por vezes reconhecidos quatro tipos principais de variedades de banana: a banana-prata, a banana-maçã (pequena e arredondada), a banana-caturra (também conhecida como banana-d'água ou cavendish), banana-figo e a banana-da-terra.
Entre as bananas de mesa, contam-se as variedades maçã, ouro, prata e nanica (anã, baé, caturra, ou Dwarf Cavendish). Esta última deve o seu nome ao porte da bananeira sendo, na verdade, uma banana de grande dimensão. Outras variedades incluem a banana das Canárias, a banana da Madeira, a Gros Michel, a Latacan, a Nanican e a Grande Anã. A variedade Cambuta, como é designada em Cabo Verde, é resistente em climas mais frios, sendo a mais utilizada em zonas subtropicais e temperadas/quentes. A variedade Valery, introduzida pelos portugueses em São Tomé, em 1965 e depois em Angola, foi responsável por um surto na produção de bananas nesse país até 1974.
A banana, enquanto verde, é constituída essencialmente por água e amido, e, por isso, seu sabor é adstringente. Contudo, por essa mesma razão, pode ser utilizada como fonte de hidratos de carbono em vários pratos. Pode ser produzida farinha a partir de bananas verdes. À medida que vão amadurecendo, o amido transforma-se em açúcares mais simples, como a glicose e a sacarose, que lhe dão o sabor doce.
Além de consumida fresca, a banana é utilizada para diversos fins. Em sobremesas de colher, citam-se o banana split, ou mesmo as bananadas, feitas com banana-anã ou com banana-prata. Banana é também ingrediente indispensável na conhecida salada de frutas (ainda que oxide facilmente), podendo, também, ser utilizada na confecção de sangria. Mas a banana-pão é muito utilizada para outros fins culinários, como na confecção de banana chips — espécie de aperitivo feito com rodelas de banana desidratada ou frita, ou como acompanhamento de diversos pratos tradicionais. As bananas anã e prata são frequentemente servidas cruas, misturadas com arroz e feijão ou com outros acompanhamentos. Em alguns locais do Brasil, como em Antonina e cercanias, serve-se banana-da-terra crua acompanhando o prato típico da região — o barreado —, bem como na forma de "bala de banana". No Rio de Janeiro e em Pernambuco, o cozido é composto por carnes, tubérculos e legumes, além de banana-da-terra e banana-nanica. No sul de Minas Gerais, é famoso o virado de banana-nanica, que conta também com farinha de milho e queijo mineiro. No litoral norte de São Paulo, o prato principal da culinária caiçara chama-se "azul-marinho" e é constituído por postas de peixe cozidas com banana-nanica verde sem casca, acompanhadas de um pirão feito com o caldo do peixe, banana cozida amassada e farinha de mandioca. Esta comunidades também produzem, tradicionalmente, aguardente de banana.
Banana é também matéria-prima para a fabricação de outras bebidas, como a cerveja de banana. Esta bebida alcoólica é importante para a renda de países como a República Democrática do Congo.

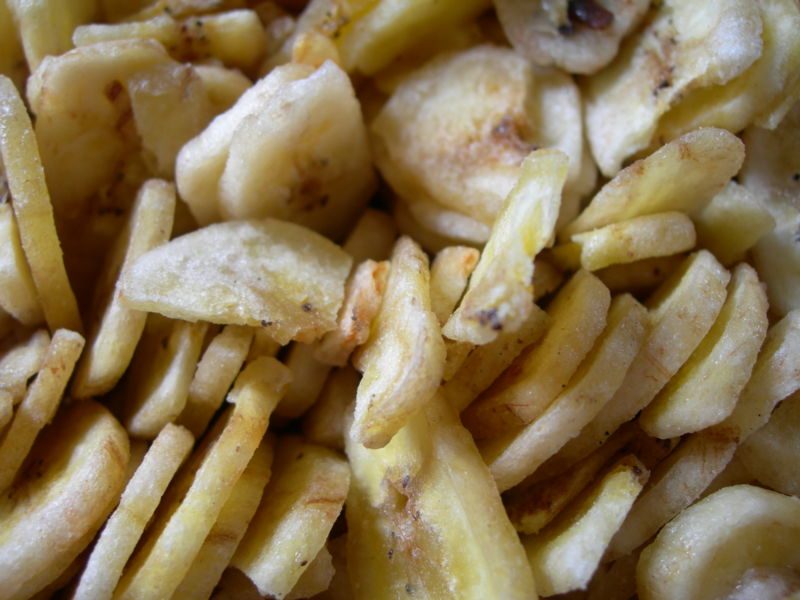
Chips de banana

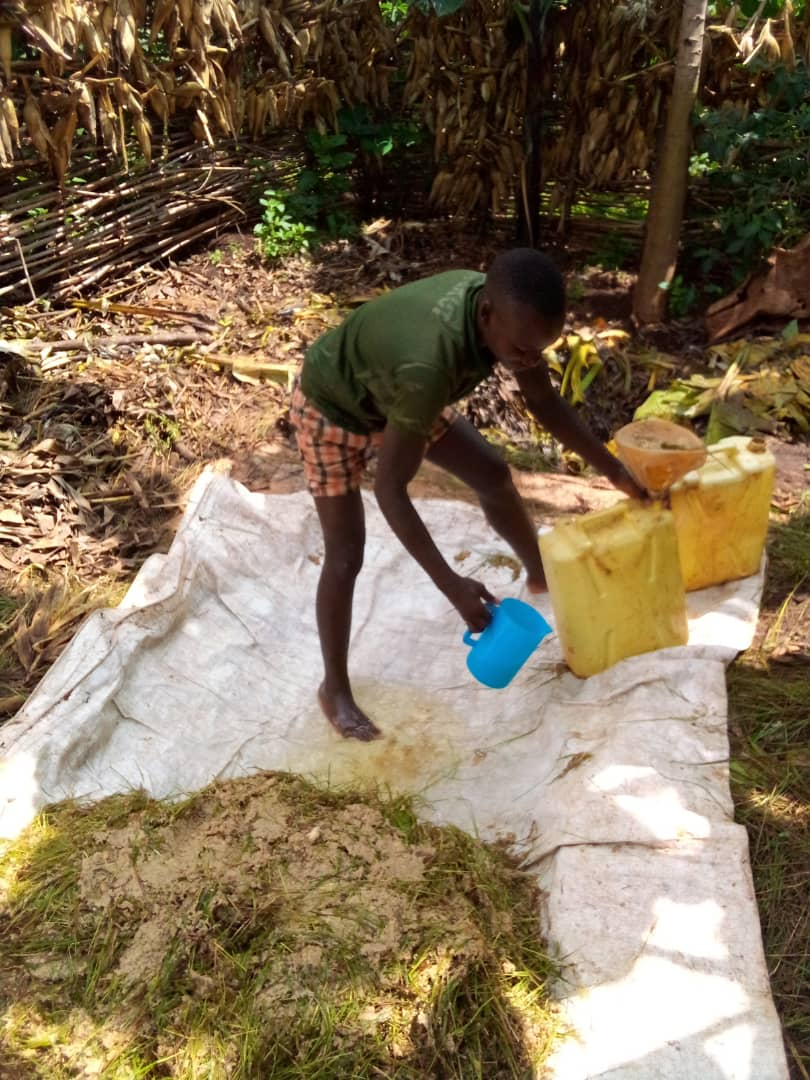
Fabricação tradicional de sumo de banana em Ruanda.

A banana-da-terra e a banana-figo são utilizadas fritas, tal como a banana-anã, que deve, contudo, ser preparada à milanesa — isto é, passada por ovo batido e, depois, por farinha de trigo e farinha de rosca antes de ser frita, caso contrário, desmancha-se durante a fritura. A banana-anã é ainda utilizada para assar.
A banana-maçã é indicada para problemas intestinais, ao aumentar facilmente o volume da massa fecal, ainda que possa causar aparente obstipação.
A produção de sumo a partir de banana é dificultada pelo facto de se produzir apenas polpa quando o fruto é esmagado. Assim, não é possível obter "verdadeiro" sumo de banana, ainda que a sua polpa possa ser misturada ao sumo de outros frutos. Existem, contudo, sumos fermentados feitos a partir da polpa. Esta pode ainda ser utilizada na confecção de diversas compotas (especialmente com banana-figo e banana-anã).
Existem relatos de que seria usada, esmagada com mel, como remédio contra a icterícia em determinadas regiões asiáticas (onde o rizoma da bananeira é utilizado para o mesmo fim). Apesar de parecer não utilizável, a casca da banana contém vários nutrientes, açúcares naturais como a glicose e sacarose e minerais. Com isso, pode ser aproveitada no consumo alimentício, proporcionando baixo custo sem deixar para trás o bom paladar.
É ainda muito utilizada na alimentação de animais. É proverbial seu uso na alimentação dos macacos. Salienta-se, porém, que a banana jamais deve ser utilizada como única fonte de alimentação de macacos, pois contém pouco cálcio e muito fósforo, causando desequilíbrio alimentar bastante comum, que prejudica a formação e a manutenção da estrutura óssea dos animais.

### Fonte de fibras
A bananeira tem sido uma fonte de fibra para tecidos de alta qualidade. No Japão, o cultivo de banana para vestuário e uso doméstico remonta pelo menos ao século XIII. No sistema japonês, folhas e brotos são cortados a partir da planta periodicamente para garantir a suavidade. Brotos colhidos são cozidos em primeiro em soda cáustica para preparar fibras para fazer fios têxteis. Esses brotos de banana produzem fibras de diferentes graus de maciez, produzindo fios e tecidos com diferentes qualidades para usos específicos. Por exemplo, as fibras ultraperiféricas da brotos são mais rudes, sendo adequados para toalhas de mesa, enquanto as fibras mais suaves da parte interna são desejáveis para quimonos e hakamas. Este tradicional processo japonês de fazer roupas requer muitos passos, todos feitos à mão.
No sistema nepalês, ao contrário, o tronco é colhido e pequenos pedaços são submetidos a um processo de amaciamento, extração de fibras mecânicas, branqueamento e secagem. A seguir, enviam-se as fibras para o Vale de Katmandu, para uso em tapetes de seda com textura semelhante. Esses tapetes de fibra de bananeira são tecidos a mão pelos tradicionais métodos nepaleses e suas vendas são certificadas.

## Transporte e comercialização

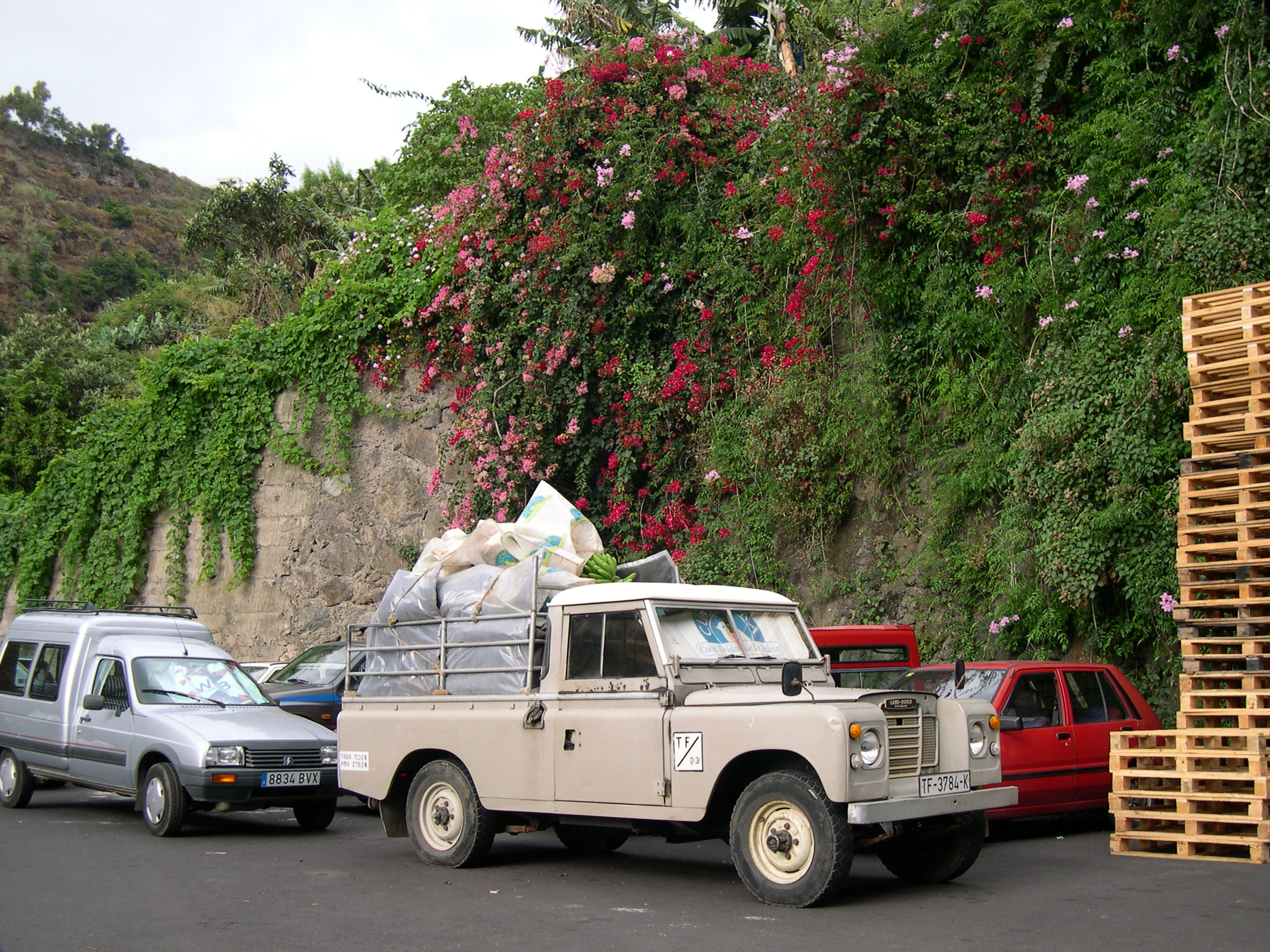
Transporte de bananas

Apesar de o consumo das bananas ser prático e simples, o seu transporte, contudo, é delicado e requer cuidados especiais — amadurece rapidamente quando retirada de seu cacho e amassa com facilidade por ter uma casca não muito resistente. Além disso, como é uma fruta muito aromática, transfere o seu odor para objetos que com ela entrem em contato. A maior parte da produção para o mercado interno é constituída por bananas verdes para cozinhar ou bananas-pão - as variedades utilizadas como fruta são facilmente danificadas durante o seu transporte, mesmo quando transportadas apenas no seu país de origem.
As variedades comerciais de sobremesa mais consumidas nas regiões temperadas (espécies Musa acuminata ou o gênero híbrido Musa X paradisiaca) são importadas em larga escala dos trópicos. São muito populares também devido ao facto de constituírem uma fruta não sazonal, que pode ser consumida fresca durante todo o ano. No comércio global, a variedade de cultivo de maior importância económica é, de longe, a chamada banana banana-cavendish (banana-caturra, em cultura lusófona), que superou em popularidade, na década de 1950, a variedade Gros Michel, depois de esta ter sido dizimada pelo mal-do-panamá, um fungo que atacava raízes das bananeiras.

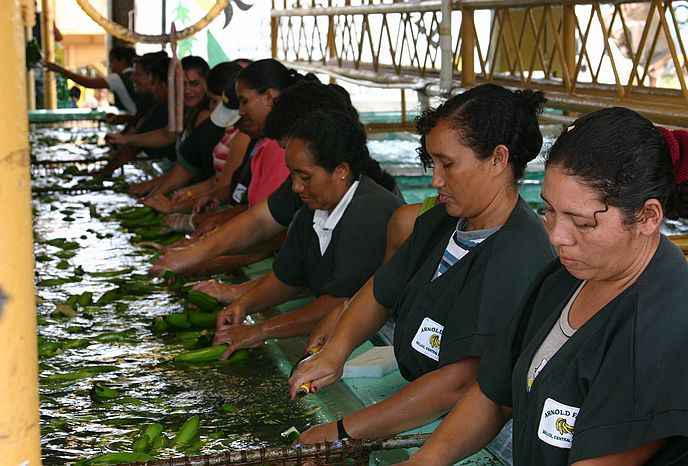
Despencamento de bananas sendo praticado por mulheres, no Belize (América Central)

Tal como acontece com outros tipos de fruta, é comum que o mercado internacional seja monopolizado por pouco mais de uma variedade. Isso não se deve, contudo, ao sabor, mas às facilidades de transporte e de duração em armazenamento: de facto, as variedades mais comercializadas raramente são mais saborosas que outras menos cultivadas por razões económicas. As infrutescências (cachos) são colhidas quando estão plenamente desenvolvidas, se se destinarem ao mercado interno. Se forem para exportação, são colhidas ainda verdes e com cerca de 3/4 do tamanho que poderiam atingir, amadurecendo em armazéns destinados para esse efeito no país onde serão consumidas.
O momento da colheita exige grandes cuidados de modo a não machucar as bananas que perdem atractividade e qualidade se apresentarem manchas provocadas pelos choques. Os cachos são, então, despencados, ou seja, separados nas pencas que os constituem, rejeitando-se as pencas das extremidades (cerca de 25 por cento da produção), por serem mais sujeitas aos choques durante o seu transporte, bem como pela sua forma e tamanho pouco adequado para a comercialização e para um eficaz acondicionamento. Esses excedentes podem ser utilizados pela indústria transformadora de alimentos, na produção de "purés", polpas para a confecção de sumos (fermentados ou não) ou na alimentação de animais. Em muitos casos, os excedentes são, simplesmente, deitados fora.
As pencas são postas, então, em repouso para que exsudem a seiva em excesso, sendo depois lavadas e mergulhadas numa solução fungicida que evitará o apodrecimento a partir dos cortes. As pencas podem ainda ser cortadas em grupos (clusters) mais pequenos, de modo a aumentar a quantidade de fruta embalada por unidade de volume, geralmente em caixas de cartão que podem ser envolvidas por sacos de polietileno e que são embarcadas, salvo raras excepções, nos chamados "barcos fruteiros". Para retardar o amadurecimento, é necessário renovar o ar no local de transporte, para retirar o etileno, hormona produzida pelas bananas e que acelera a sua maturação.
Para induzir o amadurecimento das bananas, o ambiente do armazém pode ser preenchido com etileno. Contudo, se o fruto for comercializado verde, permitindo a maturação mais lenta, o sabor tornar-se-á mais agradável, e a polpa, mais firme, ainda que a casca possa ficar manchada de amarelo escura ou castanho. O sabor e a textura são, assim, afectados pela temperatura em que amadurecem. No transporte, elas são expostas a uma temperatura de cerca de 12 °C e a uma humidade relativa próxima da saturação. Em temperaturas mais baixas, contudo, a maturação é definitivamente inibida e as frutas tornam-se cinzentas.

## Safras e épocas
O plantio da banana é feita por mudas e a colheita dos primeiros cachos ocorre entre 12 a 18 meses, dependendo do clima, variedade, fertilidade do solo, estado de sanidade da planta e tratos culturais.

## Produção e comércio
| País          | Milhões de toneladas | Percentagem |
| ------------- | -------------------- | ----------- |
| Produção      |                      |             |
| Índia         | 29,7                 | 20%         |
| Uganda        | 11,1                 | 8%          |
| China         | 10,7                 | 7%          |
| Filipinas     | 9,2                  | 6%          |
| Equador       | 8,0                  | 6%          |
| Brasil        | 7,3                  | 5%          |
| Indonésia     | 6,1                  | 4%          |
| Colômbia      | 5,1                  | 4%          |
| Camarões      | 4,8                  | 3%          |
| Tanzânia      | 3,9                  | 3%          |
| Outros países | 49,6                 | 34%         |
| Total Mundial | 145,4                | 100%        |
| Exportação    |                      |             |
| Equador       | 5,2                  | 29%         |
| Costa Rica    | 1,8                  | 10%         |
| Colômbia      | 1,8                  | 10%         |
| Filipinas     | 1,6                  | 9%          |
| Guatemala     | 1,5                  | 8%          |
| Outros países | 6,0                  | 34%         |
| Total mundial | 17,9                 | 100%        |

As bananas constituem o alimento básico de milhões de pessoas em vários países em via de desenvolvimento. Em determinados países tropicais a banana verde (não madura) é largamente utilizada da mesma forma que as batatas em outros países, podendo ser fritas, cozidas, assadas, guisadas etc. De facto, as bananas assim utilizadas são semelhantes à batata, não apenas no sabor e na textura, como a nível de composição nutricional e calórica.
Em 2005, a Índia liderou a produção mundial de bananas, representando cerca de 23% da produtividade mundial - sendo que a maioria se destina ao consumo interno. Os quatro países que mais exportam, contudo, são o Equador, a Costa Rica, as Filipinas, e a Colômbia, que somam cerca de dois terços das exportações mundiais, exportando cada um mais de um milhão de toneladas. De acordo com as estatísticas da FAO, só o Equador é responsável por mais de 30 por cento das exportações globais.
A maioria dos produtores, por todo o mundo praticam, contudo, uma agricultura de baixa escala e de subsistência - consumo próprio e venda e mercados locais. Já que as bananas são uma fruta não sazonal, estão disponíveis durante todo o ano, pelo que podem ser utilizadas durante as estações mais susceptíveis de escassez alimentar - alturas em que o produto de uma colheita já foi consumido enquanto que o produto da seguinte ainda não está disponível. É por esta razão que o cultivo de banana tem uma importância fulcral em qualquer sistema sustentado de luta contra a fome.
Nos últimos anos, a competição a nível de preços por parte dos supermercados tem diminuído ainda mais as já baixas margens de lucro da maioria dos produtores de banana. As principais empresas do ramo, como Chiquita, Fresh Del Monte Produce, Dole Food Company e Fyffes têm as suas próprias plantações no Equador, na Colômbia, na Costa Rica e Honduras. Tais plantações exigem grande e intensivo investimento de capital e de know how — tornando os proprietários das grandes e lucrativas plantações extremamente influentes em nível económico e político nos seus países, em detrimento dos pequenos produtores. Isso justifica o facto de estarem disponíveis como artigo de "comércio justo" em alguns países.

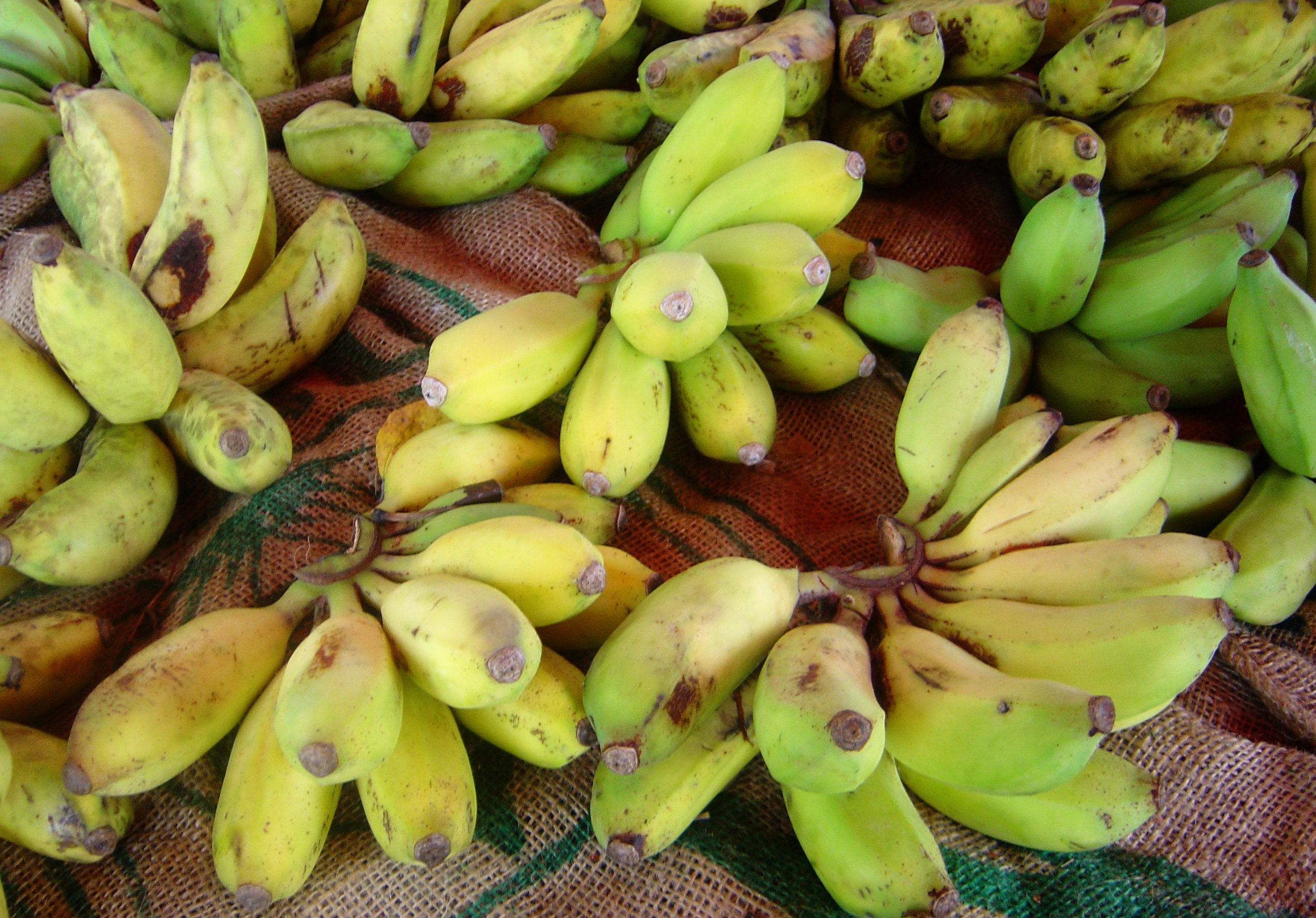
Bananas à venda num mercado, na Ilha de Reunião

O comércio global de bananas tem uma longa história que começou com a fundação da United Fruit Company (hoje, Chiquita), no final do século XIX. Durante a maior parte do século XX, as bananas e o café dominaram por completo a economia de exportação da América Central. Na década de 1930, constituíam mais de 75 por cento das exportações da região, nos anos 1960 ainda as preenchiam em 67 por cento. O termo  "República das Bananas" tornou-se vulgar, então, para designar a generalidade dos países da América Central, ainda que, sob o aspecto estritamente económico (sem conotação necessariamente depreciativa) apenas Costa Rica, Honduras, e Panamá assim possam ser designados, já que a sua economia é, de longe, dominada pelo comércio da banana.
Muitos países da União Europeia importam, tradicionalmente, muitas das bananas que consomem, das suas antigas colónias das Caraíbas, garantindo-lhes preços acima dos praticados no comércio global. Desde 2005, tais acordos estão em vias de serem revogados, devido à pressão de grupos económicos poderosos, a maioria dos quais com sede nos Estados Unidos. Tal alteração no comércio iria beneficiar os países produtores da América Central, onde várias empresas norte-americanas têm interesses estabelecidos.

### No Brasil

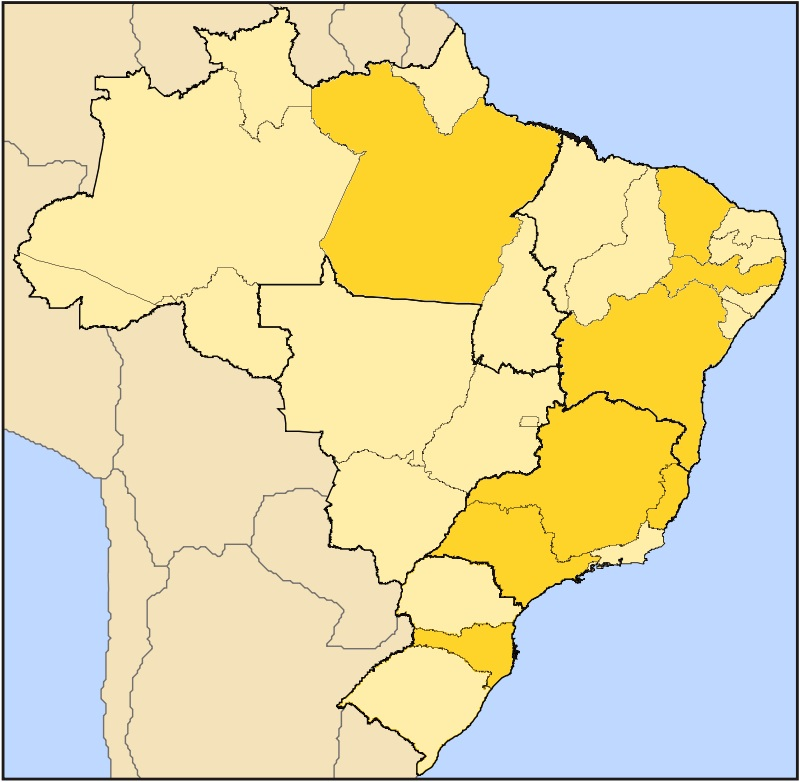
Estados do Brasil com maior volume de produção de banana em 2019, em amarelo escuro.

A banana é o segundo fruto mais produzido (atrás da laranja) e consumido no Brasil, tanto como sobremesa como acompanhamento nas refeições, ainda que ocupe apenas 0,87 por cento do total das despesas de alimentação dos brasileiros em geral (surge daí a expressão "a preço de banana" para referir que algo é pouco dispendioso). Em termos gerais, ainda que as condições naturais permitam uma produção de alta qualidade, é corrente afirmar que existe baixa eficiência na produção e no manejo pós-colheita.
Em 2018, o Brasil produziu 6,7 milhões de toneladas de banana em 461.751 hectares, sendo o 4º maior produtor do mundo, se considerarmos apenas as bananas comuns; somando-se a produção de plantain (banana-da-terra), o país é o 7º maior produtor mundial de bananas, no geral. O estado que mais produz é São Paulo (1 milhão de toneladas), seguido por Bahia (828 mil toneladas), Minas Gerais (825 mil toneladas), Santa Catarina (723 mil toneladas) e Pernambuco (491 mil toneladas), entre outros. Todos os estados do Brasil tem produção de banana. Ao contrário de outros países, que plantam banana para exportar, 98% da colheita brasileira de banana abastece o mercado interno.

### Em Portugal
A Banana da Madeira é cultivada na ilha da Madeira, sendo a variedade cultivada, a Musa acuminata cavendish. Em 2012 a produção foi de 16 mil toneladas  e um volume de negócios de 12 milhões de euros, mas no final dos anos 1990 a produção atingia as 28 mil toneladas e a banana da Madeira representava 20% do consumo nacional. Estima-se que em 2014 a produção ronde as 18 mil toneladas.
Introduzidas na ilha no século XVI (existe uma referência escrita às bananeiras da Madeira que data de 1552), julga-se que terão vindo das Canárias ou de Cabo Verde, e tornaram-se parte integrante da paisagem.

## Aspectos culturais

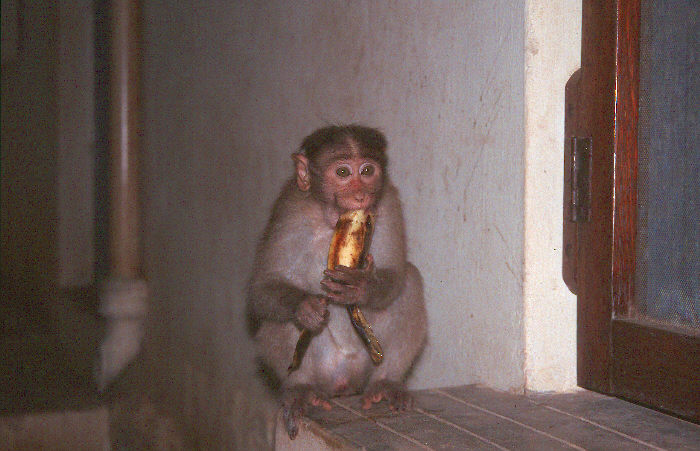
Macaco comendo uma banana

Uma das situações cómicas mais copiadas e parodiadas ao longo da história do cinema, desde o cinema mudo, consiste em mostrar as personagens a escorregar em cascas de banana. O estereótipo do macaco a comer bananas também é largamente explorado em filmes, animações e histórias em quadrinhos, tendo servido também para manifestações de cariz racista. De fato, por exemplo, há registro de pessoas que atiraram bananas a desportistas afro-americanos. A associação aos macacos justifica também o seu uso em jogos como as versões em 3D do Donkey Kong (Nintendo) e do Super Monkey Ball (Sega).
A banana também é frequentemente relacionada com a América Latina, a exemplo de Carmen Miranda e das canções Yes, nós temos bananas e Chiquita Bacana, ambas de Braguinha e Alberto Ribeiro. Em outras ocasiões (como no filme Bananas, de Woody Allen), o nome refere-se à expressão República das Bananas, que designa um país, geralmente do Caribe ou da América Central, onde há governos ditatoriais, instáveis, corruptos e com forte influência estrangeira.
Na China, o termo banana é usado no calão para designar qualquer pessoa de origem asiática que age como um ocidental (amarelos por fora, brancos por dentro). No Brasil, um gesto considerado obsceno e de mau gosto, denominado "dar uma banana", consiste em apoiar o braço ou a mão na dobra do outro braço, mantendo erguido e de punho fechado o antebraço que ficou livre.

## Crendices e mitos
Um boato muito divulgado, assegura que a casca seca de banana contém uma substância (na verdade, fictícia) designada como "bananadina", que seria alucinogénica quando fumada. Ao contrário de muitos boatos, a origem deste pode ser traçada. Terá tido origem num artigo do jornal "alternativo" Berkeley Barb em Março de 1967, e que foi posteriormente divulgada por William Powell (autor), que acreditou na sua veracidade, incluindo-a no seu The Anarchist Cookbook em 1970.
A canção de sucesso de Donovan, "Mellow Yellow", ao referir-se a uma "banana eléctrica", terá servido de inspiração aos jornalistas do Berkeley Barb que pretendiam, satiricamente, que o governo proibisse a comercialização de bananas. De facto, Donovan referia-se apenas a um vibrador. Contudo, é o próprio autor da canção a referir que o rumor deve ter tido origem no cantor popular Country Joe McDonald que o começou em San Francisco, uma semana antes da publicação da canção de Donovan. O boato voltou a circular na década de 1980, quando o grupo de punk satírico, The Dead Milkmen voltou a referir numa canção os supostos efeitos do acto de fumar casca seca de banana. O boato levou, mesmo a Food and Drug Administration (FDA) a investigar o caso.